# Ecliptopera delecta
Ecliptopera delecta là một loài bướm đêm trong họ Geometridae.